# Jožef Holpert
Jožef Holpert, jugoslovanski (srbski) rokometaš, * 13. marec 1961, Bezdan.
Leta 1988 je na poletnih olimpijskih igrah v Seulu v sestavi jugoslovanske rokometne reprezentance osvojil bronasto olimpijsko medaljo.